# 大学季之“恰同学少年”
大學季之「恰同學少年」是河北衛視文化類季播節目中華好詩詞推出的特別節目，由全國各地20所知名的大學(高校)的詩詞戰隊進行比拚，每所大學有三位選手，由四位大學士帶領，角逐「恰同學少年」的詩詞桂冠。開場詩是「揚中華詩文志，恰同學少年時」。
第一季節目於2016年7月2日至10月22日每周六21:10播出，由影視娛樂全產業鏈投資公司娛樂生態領跑者當代東方冠名。節目主持人由王凱擔任，大學士除了二位常駐的趙忠祥、楊雨以外，還有大學季特邀大學士酈波，和好詩詞舞臺上的詩詞戰神喻恩泰。第二季節目於2018年7月21日起每周六21:20播出，由新湃傳媒冠名。節目主持人由喻恩泰擔任，大學士有趙忠祥、楊雨、酈波和著名歷史學者紀連海。
自從宣佈了參加節目錄製的學校陣容之後，節目還沒有開播，就已經引來了一大批各大高校的粉絲，在《中華好詩詞》官方微博和微信留言，表示要力挺自己的學校到底，在網上掀起一波高校人氣之爭。可以說節目尚未開播，就有了未播先熱的態勢。7月首播後，迅速吸引各方眼球，首播當晚，中華好詩詞在微博上的話題閱讀量就突破4億，登上了微博綜藝最熱榜第5名、瘋狂綜藝季榜第6名，參與微信搖電視同步互動的網友突破74萬人，再創歷史新高。
第一季總決賽於2016年10月22日播出，最終北京大學奪得狀元，河北大學獲得榜眼，中山大學獲得探花，第四名是中國人民大學，南開大學與吉林大學並列第五名。第二季總決賽於2018年10月13日播出，最終中山大學奪得狀元，南開大學獲得榜眼，山東大學獲得探花。

## 參賽選手

#### 第一季
| 學校         | 指導大學士 | 參賽選手                       |
| ------------ | ---------- | ------------------------------ |
| 北京大學     | 喻恩泰     | 許陽、沈戈暉、董士達           |
| 北京師範大學 | 酈波       | 高熙智、孫佩瑾、洛柏森         |
| 重慶大學     | 喻恩泰     | 紀穎、馮嶺子、程垣皓           |
| 復旦大學     | 喻恩泰     | 劉佳錡、張雲宜、李冰潔         |
| 河北大學     | 趙忠祥     | 張歡、趙鶴涵、曹躍             |
| 吉林大學     | 趙忠祥     | 趙清鑒、李東殊、高晗           |
| 暨南大學     | 酈波       | 陳澤森、鄭愷瑤、果實           |
| 蘭州大學     | 酈波       | 沈淼、徐詩雅、馬甜甜           |
| 南京師範大學 | 趙忠祥     | 崔悠、羅傑元、楊睿安           |
| 南開大學     | 楊雨       | 楊雅迪、沈灝、唐本靖           |
| 內蒙古大學   | 楊雨       | 段佩璟、包雪芳、單逸           |
| 清華大學     | 酈波       | 張驁遠、唐天天、劉牧豐         |
| 四川大學     | 趙忠祥     | 付常壯、李佳傑、張亮婷         |
| 山東大學     | 趙忠祥     | 姜舒童、張玉顥、張賽           |
| 上海交通大學 | 喻恩泰     | 何宇淩、鍾依淩、梁利闖、侯金滿 |
| 武漢大學     | 楊雨       | 唐閱輝、張澍樹、徐嘉樂         |
| 西北大學     | 楊雨       | 劉倚含、范麗華、閆趙玉         |
| 中國人民大學 | 喻恩泰     | 帥克、龍秀芬、郝兆源           |
| 中南大學     | 酈波       | 鄭壁昀、王宏恩、陳紫茜         |
| 中山大學     | 楊雨       | 湯增悅、李航、朱婉儀           |

#### 第二季
| 學校         | 指導大學士 | 參賽選手                     |
| ------------ | ---------- | ---------------------------- |
| 北京大學     | 紀連海     | 程熠、劉家銘、王鳳麟         |
| 北京師範大學 | 紀連海     | 唐容若、彭天宇、袁蒼玉       |
| 復旦大學     | 楊雨       | 金國印、蔣子涵、殷毓凱       |
| 廣西大學     | 酈波       | 黃沁瑀、葛迎瑩、羅婷婷       |
| 河北大學     | 紀連海     | 周曉坤、柴昭、杜昊           |
| 湖南大學     | 紀連海     | 黃舒敏、孫小為、侯牧林       |
| 吉林大學     | 紀連海     | 黃雯、張恆、陳陳相因         |
| 蘭州大學     | 趙忠祥     | 周孝瑞、汪哲、仲恆           |
| 南京大學     | 酈波       | 吳限、李點、魯韋彤           |
| 南開大學     | 酈波       | 胡錕、張理想、朱浩星         |
| 清華大學     | 酈波       | 魏鈞宇、韓婭非、龔裕陽       |
| 四川大學     | 趙忠祥     | 賀雨、王朝鑫、鞠欣娜         |
| 山東大學     | 趙忠祥     | 鄭涵、朱露露、侯瀟           |
| 武漢大學     | 趙忠祥     | 韋異才、歐陽澤宇、韓文祥     |
| 西安交通大學 | 酈波       | 王茜、李鵬飛、陳丹晨、王曉晗 |
| 廈門大學     | 楊雨       | 陳怡羲、許博遠、徐宇琦       |
| 浙江大學     | 楊雨       | 沈婉兒、劉虎賁、畢英杰       |
| 中國人民大學 | 趙忠祥     | 程佳璇、陳炳旭、姬昭宇       |
| 中山大學     | 楊雨       | 劉雨欣、劉欣儒、孫鵬         |
| 哥伦比亚大学 | 楊雨       | 朱玥、李嘉暉、亢宇豪         |

## 各期概況

#### 第一季
| 播出時間   | 比賽結果 |
| ---------- | --- |
| 2016-7-2   | 1、中國人民大學，刻不容緩，進入喻恩泰戰隊 2、中南大學，填言覓語，進入酈波戰隊 3、上海交通大學，分秒必爭，進入喻恩泰戰隊 4、西北大學，詩詞三人行，進入楊雨戰隊 5、北京大學，智者生存，進入喻恩泰戰隊 |
| 2016-7-9   | 1、蘭州大學，知言辨語，進入酈波戰隊 2、復旦大學，一樣就對了，進入喻恩泰戰隊 3、暨南大學，刻不容緩，進入酈波戰隊 4、山東大學，智者生存，進入趙忠祥戰隊 5、北京師範大學，顧名思義，進入酈波戰隊 |
| 2016-7-16  | 1、南京師範大學，原來就是你，進入趙忠祥戰隊 2、南開大學，填言覓語，進入楊雨戰隊 3、四川大學，分秒必爭，進入趙忠祥戰隊 4、武漢大學，詩詞三人行，進入楊雨戰隊 5、河北大學，顧名思義，進入趙忠祥戰隊 |
| 2016-7-23  | 1、內蒙古大學，智者生存，進入楊雨戰隊 2、中山大學，刻不容緩，進入楊雨戰隊 3、吉林大學，知言辨語，進入趙忠祥戰隊 4、清華大學，一樣就對了，進入酈波戰隊 5、重慶大學，分秒必爭，進入喻恩泰戰隊 |
| 2016-7-30  | 第一場組內淘汰賽(趙忠祥戰隊) 1、句句驚心 —— 四川大學20，河北大學26，吉林大學20，山東大學10，南京師範大學28 2、分秒必爭 —— 四川46，河北43，吉林42，山東38，南師38 3、心領神會 —— 四川13，河北5，吉林14，山東0，南師14 總分 —— 四川79，河北74，吉林76，山東48，南師80 結果 ： 山東大學淘汰 |
| 2016-8-6   | 第二場組內淘汰賽(酈波戰隊) 1、智在必得 —— 中南大學29，北京師範大學37，清華大學25，暨南大學33，蘭州大學20 2、一觸即發 —— 中南8，北師4，清華0，暨南6，蘭州6 3、師出有名 —— 中南30，北師24，清華30，暨南28，蘭州24 總分 —— 中南67，北師65，清華55，暨南67，蘭州50 結果 ： 蘭州大學淘汰 |
| 2016-8-13  | 第三場組內淘汰賽(喻恩泰戰隊) 1、智在必得 —— 上海交通大學27，中國人民大學38，復旦大學42，北京大學45，重慶大學43 2、分秒必爭 —— 上海交通43，中國人民51，復旦46，北京48，重慶42 3、心領神會 —— 上海交通4，中國人民4，復旦20，北京15，重慶0 總分 —— 上海交通74，中國人民93，復旦108，北京108，重慶85 結果 ： 上海交通大學淘汰 |
| 2016-8-20  | 第四場組內淘汰賽(楊雨戰隊) 1、句句驚心 —— 內蒙古大學24，武漢大學22，中山大學30，南開大學20，西北大學28 2、一觸即發 —— 內蒙古2，武漢0，中山4，南開8，西北10 3、師出有名 —— 內蒙古32，武漢32，中山28，南開28，西北30 總分 —— 內蒙古58，武漢54，中山62，南開56，西北68 結果 ： 武漢大學淘汰 |
| 2016-8-27  | 第一場組間淘汰賽 參賽戰隊：內蒙古大學(楊雨戰隊)，中南大學(酈波戰隊)，南京師範大學(趙忠祥戰隊)，中國人民大學(喻恩泰戰隊) 1、大浪淘沙 —— 內蒙古大學21，中南大學14，南京師範大學16，中國人民大學21 2、速度與詩情 —— 內蒙古大學7，中南大學11，南京師範大學8，中國人民大學12 3、合縱連橫 —— 內蒙古大學12，中南大學8，南京師範大學18，中國人民大學20 4、孤注一擲 —— 內蒙古大學21，中南大學18，南京師範大學20，中國人民大學22 總分 —— 內蒙古大學61，中南大學51，南京師範大學62，中國人民大學75 結果 ： 中南大學淘汰 |
| 2016-9-3   | 第二場組間淘汰賽 參賽戰隊：南開大學(楊雨戰隊)，清華大學(酈波戰隊)，四川大學(趙忠祥戰隊)，北京大學(喻恩泰戰隊) 1、大浪淘沙 —— 北京大學16，南開大學20，清華大學15，四川大學26 2、速度與詩情 —— 北京大學15，南開大學14，清華大學14，四川大學10 3、心有靈犀 —— 北京大學0，南開大學6，清華大學-2，四川大學12 4、百轉千回 —— 北京大學36，南開大學16，清華大學6，四川大學48 總分 —— 北京大學67，南開大學56，清華大學33，四川大學96 結果 ： 清華大學淘汰 |
| 2016-9-10  | 第三場組間淘汰賽 參賽戰隊：中山大學(楊雨戰隊)，暨南大學(酈波戰隊)，吉林大學(趙忠祥戰隊)，重慶大學(喻恩泰戰隊) 1、大浪淘沙 —— 中山大學40，重慶大學11，暨南大學18，吉林大學15 2、速度與詩情 —— 中山大學12，重慶大學8，暨南大學14，吉林大學13 3、合縱連橫 —— 中山大學18，重慶大學6，暨南大學12，吉林大學18 4、孤注一擲 —— 中山大學20，重慶大學24，暨南大學27，吉林大學17 總分 —— 中山大學90，重慶大學49，暨南大學71，吉林大學63 結果 ：重慶大學淘汰 |
| 2016-9-17  | 第四場組間淘汰賽 參賽戰隊：西北大學(楊雨戰隊)，北京師範大學(酈波戰隊)，河北大學(趙忠祥戰隊)，復旦大學(喻恩泰戰隊) 1、大浪淘沙 —— 復旦大學30，河北大學12，北京師範大學21，西北大學21 2、速度與詩情 —— 復旦大學13，河北大學11，北京師範大學17，西北大學12 3、心有靈犀 —— 復旦大學2，河北大學6，北京師範大學4，西北大學8 4、百轉千迴 —— 復旦大學36，河北大學34，北京師範大學18，西北大學26 總分 —— 復旦大學81，河北大學63，北京師範大學60，西北大學67 結果 ： 北京師範大學淘汰 |
| 2016-9-24  | 晉級賽12晉10 1、句句驚心 —— 中國人民大學14，西北大學12，南京師範大學8，吉林大學16，北京大學12，暨南大學10，南開大學14，內蒙古大學12，四川大學12，中山大學18，河北大學14，復旦大學6 2、智在必得 —— 中國人民大學10，西北大學10，南京師範大學8，吉林大學17，北京大學12，暨南大學9，南開大學12，內蒙古大學6，四川大學11，中山大學9，河北大學10，復旦大學10 3、心領神會 —— 中國人民大學5，西北大學5，南京師範大學0，吉林大學5，北京大學0，暨南大學9，南開大學0，內蒙古大學4，四川大學30，中山大學4，河北大學13，復旦大學13 總分 —— 中國人民大學29，西北大學27，南京師範大學16，吉林大學38，北京大學24，暨南大學28，南開大學26，內蒙古大學22，四川大學53，中山大學31，河北大學37，復旦大學29 結果 ： 南京師範大學、內蒙古大學淘汰 |
| 2016-10-1  | 晉級賽10晉8 1、知言辨語 —— 北京大學2，復旦大學0，河北大學0，四川大學12，西北大學2，中國人民大學2，南開大學6，吉林大學2，暨南大學6，中山大學0 2、智在必得 —— 北京大學8，復旦大學5，河北大學7，四川大學11，西北大學7，中國人民大學9，南開大學15，吉林大學8，暨南大學5，中山大學4 3、百轉千迴 —— 北京大學14，復旦大學14，河北大學0，四川大學8，西北大學6，中國人民大學10，南開大學10，吉林大學10，暨南大學10，中山大學12 總分 —— 北京大學24，復旦大學19，河北大學7，四川大學31，西北大學15，中國人民大學21，南開大學31，吉林大學20，暨南大學21，中山大學16 結果 ： 河北大學、 西北大學淘汰 |
| 2016-10-1  | 場外復活賽 總分 —— 南京師範大學38，西北大學17，河北大學37，北京師範大學18，內蒙古大學26 結果 ：南京師範大學、 河北大學復活 |
| 2016-10-8  | 晉級賽10晉8 第二場 1、句句驚心 —— 河北大學24，南開大學14，吉林大學24，中國人民大學20，四川大學20，南京師範大學12，中山大學20，北京大學20，暨南大學16，復旦大學16 2、不可言傳 —— 河北大學0，南開大學-2，吉林大學2，中國人民大學4，四川大學-2，南京師範大學4，中山大學4，北京大學0，暨南大學0，復旦大學4 3、大浪淘沙 —— 河北大學13，南開大學11，吉林大學6，中國人民大學7，四川大學14，南京師範大學6，中山大學11，北京大學24，暨南大學7，復旦大學9 總分 —— 河北大學37，南開大學23，吉林大學32，中國人民大學31，四川大學32，南京師範大學22，中山大學35，北京大學44，暨南大學23，復旦大學29 加賽 —— 南開大學1，暨南大學0 結果 ： 暨南大學、南京師範大學淘汰                                                                      |
| 2016-10-15 | 晉級賽8晉6 1、分秒必爭 —— 中國人民大學16，河北大學16，吉林大學16，北京大學18，中山大學16，南開大學16，四川大學14，復旦大學14 2、百轉千回 —— 中國人民大學16，河北大學16，吉林大學16，北京大學20，中山大學6，南開大學20，四川大學10，復旦大學12 3、心領神會 —— 中國人民大學8，河北大學11，吉林大學12，北京大學6，中山大學14，南開大學10，四川大學11，復旦大學4 4、大浪淘沙 —— 中國人民大學11，河北大學9，吉林大學8，北京大學9，中山大學8，南開大學9，四川大學8，復旦大學11 總分 —— 中國人民大學51，河北大學52，吉林大學52，北京大學53，中山大學44，南開大學55，四川大學43，復旦大學41 結果 ： 四川大學、復旦大學淘汰 |
| 2016-10-22 | 總決賽 1、大浪淘沙 —— 中山大學26，中國人民大學22，北京大學31，南開大學24，河北大學32，吉林大學19 2、明辨是非 —— 中山大學1，中國人民大學0，北京大學2，南開大學4，河北大學4，吉林大學0 3、速度與詩情 —— 中山大學12，中國人民大學8，北京大學11，南開大學7，河北大學9，吉林大學14 4、孤注一擲 —— 中山大學4，中國人民大學11，北京大學18，南開大學0，河北大學6，吉林大學2 總分 —— 中山大學43，中國人民大學41，北京大學62，南開大學35，河北大學51，吉林大學35 結果 ： 狀元北京大學，榜眼河北大學，探花中山大學，第四名中國人民大學，第五名南開大學、吉林大學 |

#### 第二季
| 播出時間   | 比賽結果 |
| ---------- | --- |
| 2018-7-21  | 第一場分組賽 1、浙江大學，一眼千年，進入楊雨戰隊 2、南開大學，分秒必爭，進入酈波戰隊 3、廈門大學，百首不相離，進入楊雨戰隊 4、廣西大學，填言覓語，進入酈波戰隊 5、清華大學，出雙入對，進入酈波戰隊 |
| 2018-7-28  | 第二場分組賽 1、湖南大學，眾里尋它，進入紀連海戰隊 2、中山大學，畫中有話，進入楊雨戰隊 3、西安交通大學，刻不容緩，進入酈波戰隊 4、吉林大學，淚眼相對，進入紀連海戰隊 5、北京師範大學，詩詞接龍，進入紀連海戰隊 |
| 2018-8-4   | 第三場分組賽 1、哥倫比亞大學，知言辨語，進入楊雨戰隊 2、中國人民大學，詩詞接龍，進入趙忠祥戰隊 3、河北大學，分秒必爭，進入紀連海戰隊 4、四川大學，一眼千年，進入趙忠祥戰隊 5、武漢大學，詩詞三人行，進入趙忠祥戰隊 |
| 2018-8-11  | 第四場分組賽 1、北京大學，刻不容緩，進入紀連海戰隊 2、南京大學，百首不相離，進入酈波戰隊 3、蘭州大學，填言覓語，進入趙忠祥戰隊 4、復旦大學，淚眼相對，進入楊雨戰隊 5、山東大學，眾里尋他，進入趙忠祥戰隊 |
| 2018-8-18  | 第一場組內淘汰賽(酈波戰隊) 1、大浪淘沙—— 廣西大學3，西安交通大學7，南京大學9，南開大學8，清華大學8 2、一眼千年—— 廣西大學14，西安交通大學10，南京大學12，南開大學14，清華大學14 3、詩詞地圖—— 廣西大學10，西安交通大學8，南京大學19，南開大學8，清華大學9 4、師出有名—— 廣西大學10，西安交通大學18，南京大學13，南開大學14，清華大學12 總分 —— 廣西37，西安交通43，南京53，南開44，清華43 結果 ： 廣西大學淘汰 |
| 2018-8-25  | 第二場組內淘汰賽(趙忠祥戰隊) 1、句句驚心—— 武漢大學22，四川大學12，蘭州大學24，中國人民大學14，山東大學12 2、智在必得—— 武漢大學19，四川大學12，蘭州大學15，中國人民大學17，山東大學14 3、分秒必爭—— 武漢大學13，四川大學10，蘭州大學12，中國人民大學11，山東大學12 4、心領神會—— 武漢大學9，四川大學4，蘭州大學14，中國人民大學5，山東大學2 總分 —— 武漢63，四川38，蘭州65，中國人民47，山東40 結果 ： 四川大學淘汰 |
| 2018-9-1   | 第三場組內淘汰賽(楊雨戰隊) 1、大浪淘沙—— 浙江大學12，中山大學9，復旦大學14，廈門大學11，哥倫比亞大學4 2、一眼千年—— 浙江大學14，中山大學10，復旦大學8，廈門大學12，哥倫比亞大學12 3、智在必得——浙江大學17，中山大學8，復旦大學12，廈門大學7，哥倫比亞大學3 4、師出有名——浙江大學15，中山大學14，復旦大學10，廈門大學18，哥倫比亞大學9 總分 —— 浙江58，中山41，復旦44，廈門48，哥倫比亞28 結果 ： 哥倫比亞大學淘汰 |
| 2018-9-8   | 第四場組內淘汰賽(紀連海戰隊) 1、句句驚心—— 吉林大學20，湖南大學22，北京師範大學12，河北大學14，北京大學20 2、詩詞地圖—— 吉林大學8，湖南大學7，北京師範大學2，河北大學2，北京大學14 3、分秒必爭—— 吉林大學12，湖南大學12，北京師範大學14，河北大學9，北京大學12 4、心領神會—— 吉林大學4，湖南大學7，北京師範大學10，河北大學6，北京大學8 總分 —— 吉林44，湖南48，北京師範38，河北31，北京54 結果 ： 河北大學淘汰 |
| 2018-9-15  | 第一場組間淘汰賽 參賽戰隊：清華大學(酈波戰隊)，山東大學(趙忠祥戰隊)，浙江大學(楊雨戰隊)，北京師範大學(紀連海戰隊) 1、大浪淘沙 —— 清華大學16，山東大學25，浙江大學24，北京師範大學5 2、速度與詩情 —— 清華大學14，山東大學12，浙江大學11，北京師範大學15 3、眾裡尋他 —— 清華大學11，山東大學4，浙江大學8，北京師範大學7 4、沙場點兵 —— 清華大學8，山東大學10，浙江大學10，北京師範大學8 總分 —— 清華大學49，山東大學51，浙江大學53，北京師範大學35 結果 ： 清華大學，北京師範大學淘汰 |
| 2018-9-22  | 第二場組間淘汰賽 參賽戰隊：南開大學(酈波戰隊)，武漢大學(趙忠祥戰隊)，廈門大學(楊雨戰隊)，湖南大學(紀連海戰隊) 1、大浪淘沙 —— 南開大學5，武漢大學6，廈門大學8，湖南大學5 2、合縱連橫——南開大學16，武漢大學22，廈門大學14，湖南大學8 3、速度與詩情—— 南開大學17，武漢大學17，廈門大學16，湖南大學12 4、百轉千回—— 南開大學17，武漢大學10，廈門大學11，湖南大學13 總分 —— 南開大學55，武漢大學55，廈門大學49，湖南大學38 結果 ： 湖南大學，廈門大學淘汰 |
| 2018-9-29  | 第三場組間淘汰賽 參賽戰隊：西安交通大學(酈波戰隊)，中國人民大學(趙忠祥戰隊)，復旦大學(楊雨戰隊)，北京大學(紀連海戰隊) 1、大浪淘沙 —— 西安交通大學20，中國人民大學21，復旦大學27，北京大學28 2、合縱連橫 —— 西安交通大學22，中國人民大學10，復旦大學20，北京大學8 3、速度與詩情—— 西安交通大學12，中國人民大學10，復旦大學16，北京大學18 4、沙場點兵—— 西安交通大學34，中國人民大學34，復旦大學50，北京大學34 總分 —— 西安交通大學88，中國人民大學75，復旦大學113，北京大學88 加賽—— 西安交通大學1，北京大學2 結果 ： 中國人民大學，西安交通大學淘汰 |
| 2018-10-6  | 第四場組間淘汰賽 參賽戰隊：南京大學(酈波戰隊)，蘭州大學(趙忠祥戰隊)，中山大學(楊雨戰隊)，吉林大學(紀連海戰隊) 1、大浪淘沙 —— 南京大學33，蘭州大學6，中山大學35，吉林大學33 2、速度與詩情——南京大學13，蘭州大學12，中山大學19，吉林大學16 3、眾裡尋他——南京大學5，蘭州大學5，中山大學5，吉林大學8 4、百轉千回—— 南京大學8，蘭州大學10，中山大學16，吉林大學11 總分 —— 南京59，蘭州33，中山75，吉林68 結果 ： 蘭州大學，南京大學淘汰 |
| 2018-10-13 | 總決賽 參賽戰隊：山東大學，復旦大學，北京大學，浙江大學，中山大學，吉林大學，武漢大學，南開大學 1、 大浪淘沙——山東大學22，復旦大學22，北京大學19，浙江大學26，中山大學39，吉林大學32，武漢大學42，南開大學33 2、句句驚心——山東大學12，復旦大學8，北京大學8，浙江大學2，中山大學8，吉林大學6，武漢大學8，南開大學10 3、智在必得——山東大學2，復旦大學2，北京大學8，浙江大學3，中山大學9，吉林大學3，武漢大學3，南開大學5 4、孤注一擲—— 山東大學46，復旦大學0，北京大學2，浙江大學28，中山大學62，吉林大學2，武漢大學4，南開大學70 總分 —— 山東82，復旦32，北京37，浙江59，中山118，吉林43，武漢57，南開118 加賽—— 中山大學5，南開大學4 結果 ： 狀元中山大學，榜眼南開大學，探花山東大學 |

## 附注
1. ↑  .   [2016-08-07]. （原始内容存档于2016-08-21）.
2. ↑  第一季選手
3. ↑  第一季選手
4. ↑  第五季亞軍
5. ↑  第五季選手
6. ↑  第五季選手
7. ↑  於當天節目後播出片段，無完整播出

## 外部連結
- 中華好詩詞-河北衛視 （页面存档备份，存于）